# 油松社区
油松社區，是中國廣東省深圳市龙华区龙华街道下辖的一个社區。
與景龙社區、三联社區、清湖社區相鄰，機荷高速公路經過該地區，富士康科技集團位於該地區。